# Ахмад (имя)
Ахмад, Ахмед, Ахмет, Ахмат (тюркс.) (араб. أحمد‎) — арабское имя, в переводе на русский означает «тот, кто постоянно благодарит Бога», «более достойный одобрения».
Слово Ахмад является одним из самых простых имён для транслитерации. Используется во всех мусульманских странах. Также в последнее время наблюдается увеличения числа носителей имени в США в связи с популярностью имени среди афроамериканцев. Вариант имени Ахмед использовался в Османском языке во времена Османской империи. В современном турецком языке в основном используется вариант Ахмет. Также может быть в качестве фамилии у мусульманских народов.

## Известные носители
- Ахмад — имя, которым, согласно Корану, назван пророк Мухаммед в Библии.
- Ахмад ибн Ханбаль — исламский учёный-богослов, хадисовед, правовед, четвёртый из четырёх имамов сунны.
- Ахмад Ибн Таймия — арабо-мусульманский теолог, правовед ханбалитского мазхаба.
- Ахмад Санджар — султан Сельджукской империи.
- Ахмед I — султан Османской империи, построил Голубую мечеть — шедевр мусульманской архитектуры.
- Ахмад Джибриль — лидер освобождения Палестины.
- Ахмад Шах Масуд — бывший министр обороны Афганистана.